# تيد مارتن
تيد مارتن (30 سبتمبر 1902 في أستراليا - 9 يونيو 2004 ببرث في أستراليا) (بالإنجليزية: Ted Martin)‏ هو لاعب كريكت أسترالي. شارك مع منتخب أستراليا الوطني للكريكت. أما مع النوادي، فقد لعب مع فريق غرب أستراليا للكريكت ‏.

## وصلات خارجية
- تيد مارتن على موقع إي آس بي آن كريك إنفو (الإنجليزية)